# The Padlock
The Padlock (título original en inglés; en español, El candado) es una ópera afterpiece en dos actos con música de Charles Dibdin y texto de Isaac Bickerstaffe. Se estrenó en 1768 en el Teatro de Drury Lane en Londres, Inglaterra, como pieza que acompañase a The Earl of Warwick. Se emparejó a otras obras antes de tener seis representaciones junto con "The Fatal Discovery" de John Home. "The Padlock" fue un éxito, debido en gran medida al retrato que Dibdin hizo de Mungo, una caricatura blackface de un criado negro de las Indias Occidentales. 
Es una ópera poco representada en la actualidad; en las estadísticas de Operabase aparece con sólo una representación en el período 2005-2010, siendo la primera de Charles Dibdin.